# Saint-Pancrace, Savoie
Saint-Pancrace este o comună în departamentul Savoie din sud-estul Franței. În 2009 avea o populație de 289 de locuitori.

## Evoluția populației
| An        | 1975 | 1982 | 1990 | 1999 | 2006 | 2009 |
| --------- | ---- | ---- | ---- | ---- | ---- | ---- |
| Populație | 88   | 104  | 153  | 214  | 286  | 289  |